# Sainfoin
Taxons concernés
- Dans la famille des Fabaceae
  - dans le genre Hedysarum
  - dans le genre Onobrychismodifier

Sainfoin est un nom de genre de plantes à fleurs ambigu. Il peut faire référence à:
- diverses espèce du genre Hedysarum
- diverses espèce du genre Onobrychis